# Sikorsky S-12
Die Sikorsky S-12 war ein russisches Militärflugzeug.
Sie war eine kleinere und leichtere Weiterentwicklung der S-11. Die Leistungen und die Stabilität konnten nochmals verbessert werden und so war sie das erste Flugzeug eigener russischer Entwicklung, welches einen Looping fliegen konnte. Von ihr wurde eine Serie von etwa 12 Maschinen gebaut, von denen einzelne noch im späteren Bürgerkrieg im Einsatz standen.

## Technische Daten
| Kenngröße           | Daten                                      |
| ------------------- | ------------------------------------------ |
| Flügelfläche:       | 19,70 m²                                   |
| Leermasse:          | 419 kg                                     |
| Startmasse:         | 681 kg                                     |
| Flächenbelastung:   | 34,50 kp/m²                                |
| Leistungsbelastung: | 8,50 kg/PS                                 |
| Triebwerk:          | ein Umlaufmotor Rhône, 80 PS Startleistung |
| Gipfelhöhe:         | 3.680 m                                    |
| Besatzung:          | 2 Mann                                     |